# Merolonche
Merolonche é um gênero de traça pertencente à família Arctiidae.